# Conetoe
Conetoe é uma cidade  localizada no estado norte-americano de Carolina do Norte, no Condado de Edgecombe.

## Demografia
Segundo o censo norte-americano de 2000, a sua população era de 365 habitantes.
Em 2006, foi estimada uma população de 340, um decréscimo de 25 (-6.8%).

## Geografia
De acordo com o United States Census Bureau tem uma área de 0,9 km², dos quais 0,9 km² cobertos por terra e 0,0 km² cobertos por água. Conetoe localiza-se a aproximadamente 15 m acima do nível do mar.

## Localidades na vizinhança
O diagrama seguinte representa as localidades num raio de 16 km ao redor de Conetoe.